# ويليام مكوي
ويليام مكوي هو سياسي أمريكي، ولد في 11 يونيو 1921، وتوفي في أبريل 1996. انتخب عضو مجلس ولاية أوريغون ‏.